# Marssac-sur-Tarn

Marssac-sur-Tarn este o comună în departamentul Tarn din sudul Franței. În 2009 avea o populație de 2.916 de locuitori.

## Evoluția populației
| An        | 1975  | 1982  | 1990  | 1999  | 2006  | 2009  |
| --------- | ----- | ----- | ----- | ----- | ----- | ----- |
| Populație | 1.414 | 1.704 | 2.194 | 2.392 | 2.769 | 2.916 |